# Humerana
Humerana é um género de anfíbios da família Ranidae. Está distribuído por Nepal, Índia, Bangladesh, Mianmar, Tailândia, China, Laos, Vietname e Malásia, possivlemente no Butão.

## Espécies
- Humerana humeralis (Boulenger, 1887)
- Humerana lateralis (Boulenger, 1887)
- Humerana miopus (Boulenger, 1918)
- Humerana oatesii (Boulenger, 1892)